# Satoshi Dezaki
Satoshi Dezaki (出﨑 哲?, Dezaki Satoshi; Tokyo, 26 giugno 1940) è un regista, produttore cinematografico e sceneggiatore giapponese.
È fratello del defunto regista Osamu Dezaki.

## Biografia
Dezaki nasce a Tokyo in Giappone. Dopo il diploma presso la Tokyo Metropolitan North High School, trovò lavoro presso Toshiba e si iscrisse al dipartimento di letteratura all'Hosei University. Nel mentre, Dezaki inizia a mettere insieme un team per la produzione di anime.
Dopo sette anni, Dezaki si licenziò da Toshiba, lasciando anche l'Hosei University a metà semestre. Iniziò a lavorare accanto a suo fratello Osamu Dezaki per la compagnia Art Fresh di Gisaburō Sugii. Tra i suoi primi lavori troviamo la sceneggiatura di per Attack No. 1 e gli storyboard di Tommy, la stella dei Giants.
Nel 1969, Dezaki diviene un freelance, sceneggiando, producendo e dirigendo diversi anime per Tokyo Movie Shinsha, Tatsunoko Production, e Sunrise. Nel 1977, fondò lo studio d'animazione Magic Bus.

## Filmografia parziale

### Regista

#### Lungometraggi
- Kaitei chô tokkyû: Marin Ekusupuresu (film TV, 1979)
- Time Slip Ichimannen Prime Rose (1983)
- Pro yakyû wo 10 bai tanoshiku miru hôhô Part 2 (animation director, 1984)
- Siamo in 11! (1986)
- Lamù - Boy meets girl: Un ragazzo, una ragazza (1988)
- Inochi No Chikyuu: Dioxin No Natsu (2001)

#### Serie televisive
- Tommy, la stella dei Giants (1968)
- Moomin (1969)
- Bia, la sfida della magia (episodio 4, 1974)
- Coccinella (1974)
- Tensai Bakabon (diversi episodi, 1975)
- Lady Oscar (episodi 6 e 8, 1979)
- Hello! Spank (9 episodi, 1981-1982)
- Kyaputen (1983)
- Wonder Beat S (1986)
- Baketsu de gohan (1996)

#### OAV
- Grey: Digital Target (1986)
- Lamù: Che cosa accadrà nel futuro di Lamù? (1987)
- Riki-Oh: Tôkatsu Jigoku (1989)
- Riki-Oh 2: Horobi no Ko (1990)
- Mad Bull 34 (1990)
- Legend of the Phantom Heroes (1991)
- The Gakuen Choujo-tai (1991)
- Ichigatsu ni wa Christmas (1991)